# Ingravescentem Aetatem
Ingravescentem Aetatem (на български: Увеличаване бремето на възрастта) е апостолическо писмо motu proprio на папа Павел VI, от 21 ноември 1970 г., с което се установява пределна 80-годишна възраст за кардиналите, за изпълнение на най-важните им задължения.

## Постановления
1. Кардиналите, оглавяващи декастериите на Римската курия и на другите постоянни учреждения на Светия престол и града Ватикана трябва доброволно да подадат оставка с навършване на седемдесет и пет годишна възраст, като папата има право съобразно обстоятелствата да я приеме незабавно или по късно.
2. Кардиналите достигнали осемдесет годишна възраст престават да бъдат членове на декастериите на Римската курия и на другите постоянни учреждения на Светия престол и града Ватикана. Те загубват правото да да избират римския понтифик, както и да присъстват на конклава. Ако обаче някой от кардиналите навърши осемдесет години по време на провеждане на конклава, то той продължава да участва в конклава и има право да участва в избора на папа.
3. Кардиналите и след като достигнат осемдесет годишна възраст, остават членове на Свещената колегия на кардиналите във всички останали отношения и запазват всички права и привилегии, свързани с кардиналския им сан и служение, включително правото да участват в общи или партикуларни конгрегации, които се провеждат в периода Sede vacante преди началото на конклава.
4. В случай че кърдиналът-камерлинг на Римокатолическата църква и кардиналът-велик пенитенциарий продължават да заемат своите длъжности при навършване на осемдесет години, се спазват следните правила. Ако са навършили 80 години преди смъртта на папата, и въпреки това не са назначени техни приемници, или след смъртта на папата, но преди началото на конклава, Свещената колегия на кардиналите, събрана законно в периода Sede vacante, чрез гласуване избира приемник, който ще изпълнява своята длъжност до избирането на новия римски папа. Ако са навършили 80 години по време на конклава, техните пълномощия продължават до избирането на новия римски папа.
5. Ако деканът на Свещената колегия на кардиналите не присъства на конклава, поради това че е навършил осемдесет години, неговите задължения на конклава се изпълняват от вице-декана, или, ако той също отсъства, от друг от старшия кардинал-епископ, съгласно общия ред на старшинство.